# Isolde Hausser
Isolde Hausser, Geburtsname Isolde Ganswindt (* 7. Dezember 1889 in Berlin; † 5. Oktober 1951 in Heidelberg) war eine deutsche Physikerin und spätere Abteilungsleiterin des Kaiser-Wilhelm-/Max-Planck-Instituts für medizinische Forschung.

## Leben
Sie war die Tochter Hermann Ganswindts und seiner ersten Ehefrau Anna Minna geborene Fritsche (1866–1911). Nach dem Abitur 1909 an der Chamisso-Schule, Berlin-Schöneberg, begann sie ein Studium der Physik, Mathematik und Philosophie an der Universität Berlin, das sie im Jahr 1914 mit einer Promotion über Erzeugung und Empfang kurzer elektrischer Wellen abschloss. 
Von 1914 bis 1929 war sie als Mitarbeiterin der Forschungsabteilung von Telefunken in Berlin unter der Leitung von Hans Rukop (1883–1958), mit dem sie auch gemeinsam mehrere Forschungsarbeiten publizierte, angestellt. Sie heiratete 1918 den Physiker Karl Wilhelm Hausser (1887–1933), mit dem sie einen Sohn, Karl Hermann Hausser (1919–2001), hatte. 1929 wechselte sie zum Kaiser-Wilhelm-Institut für medizinische Forschung in Heidelberg, wo sie 1935 die Leitung einer selbständigen Abteilung übernahm. Aus dem KWI für medizinische Forschung wurde später das Max-Planck-Institut für medizinische Forschung. Anfang 1945 musste ihre Abteilung nach Mudau im Odenwald verlagert werden. Dort kamen Hausser und ihr Sohn bei einem Brandbombenangriff auf das Schulhaus (heute: Rathaus) nur durch einen glücklichen Zufall unbeschadet davon, fast alle Apparaturen wurden vernichtet. Nach der Rückkehr nach Heidelberg arbeitete Hausser dort bis zu ihrem Tod im Jahre 1951.
Isolde Hausser trug mit ihren Arbeiten zur Röhrenforschung, den physikalischen Grundlagen der Strahlentherapie, der Radartechnik und der Strahlenforschung in der Medizin bei. So untersuchte sie die Wirkung von Ultraschall auf bösartige Tumore.
Nach ihr wurde die Isolde-Hausser-Straße in Königs Wusterhausen benannt.